# Prémio ACP-CRM
O Prémio ACP-CRM, é um galardão criado em 1995 pela Association canadienne des physiciens et physiciennes (ACP) em colaboração com o Centre de recherches mathématiques (CRM) para comemorar o cinquentenário da ACP.
Este prémio visa premiar os investigadores de física teórica e matemática, que trabalhem no Canadá ou em colaboração com organismos canadianos.

## Laureados[2]
- 1995 — Werner Israel
- 1996 — William G. Unruh
- 1997 — Ian Affleck
- 1998 — J. Richard Bond
- 1999 — David J. Rowe
- 2000 — Gordon Semenoff
- 2001 — André-Marie Tremblay
- 2002 — Pavel Winternitz
- 2003 — Matthew Choptuik
- 2004 — Jiri Patera
- 2005 — Robert Myers
- 2006 — John Harnad
- 2007 — Joel Feldman
- 2008 — Richard Cleve
- 2009 — Hong Guo
- 2010 — Clifford Burgess
- 2011 — Robert Brandenberger
- 2012 — Luc Vinet
- 2013 — Não atribuído
- 2014 — Mark Van Raamsdonk
- 2015 — Charles Gale
- 2016 — Freddy Cachazo
- 2017 — Raymond Laflamme